# Kenmorea laxmanniae
Kenmorea laxmanniae är en insektsart som beskrevs av Williams 1985. Kenmorea laxmanniae ingår i släktet Kenmorea och familjen ullsköldlöss. Inga underarter finns listade i Catalogue of Life.